# Epizeuxis
Epizeuxis är ett släkte av fjärilar. Epizeuxis ingår i familjen nattflyn.

## Dottertaxa tillEpizeuxis, i alfabetisk ordning[1]
- Epizeuxis aemula
- Epizeuxis albomaculatat
- Epizeuxis americalis
- Epizeuxis annulata
- Epizeuxis basalis
- Epizeuxis betulalis
- Epizeuxis bipupillata
- Epizeuxis bistrigalis
- Epizeuxis borealis
- Epizeuxis brunnealis
- Epizeuxis butleri
- Epizeuxis calvaria
- Epizeuxis calvarialis
- Epizeuxis celatrix
- Epizeuxis cobeta
- Epizeuxis concisa
- Epizeuxis curvipalpis
- Epizeuxis denticulalis
- Epizeuxis diminduendis
- Epizeuxis forbesi
- Epizeuxis fulvipicta
- Epizeuxis gopheri
- Epizeuxis herminioides
- Epizeuxis intensalis
- Epizeuxis julia
- Epizeuxis laurentii
- Epizeuxis lilacina
- Epizeuxis lubricalis
- Epizeuxis lunulata
- Epizeuxis majoralis
- Epizeuxis melanotypa
- Epizeuxis meridiorientalis
- Epizeuxis merricki
- Epizeuxis modesta
- Epizeuxis mollifera
- Epizeuxis oaxacalis
- Epizeuxis obliqua
- Epizeuxis occidentalis
- Epizeuxis ocellata
- Epizeuxis partitalis
- Epizeuxis parvulalis
- Epizeuxis peregrina
- Epizeuxis phaealis
- Epizeuxis plaisanti
- Epizeuxis pokornyi
- Epizeuxis prothyralis
- Epizeuxis pryeri
- Epizeuxis pulchellescens
- Epizeuxis punctalis
- Epizeuxis pygata
- Epizeuxis quadra
- Epizeuxis rotundalis
- Epizeuxis scobialis
- Epizeuxis scriptipennis
- Epizeuxis serralis
- Epizeuxis suffusalis
- Epizeuxis surrectalis
- Epizeuxis terrebralis
- Epizeuxis terrosalis
- Epizeuxis undulalis
- Epizeuxis vancouverensis